# Pere Gras i Bellvé
Pere Gras i Bellvé (Reus, 2 de gener de 1822 - Falset, 1882) va ser un notari i dramaturg català,casat amb Francesca Elies i Folch varen ser pares de l'escriptor i periodista Francesc Gras i Elies.
Va estudiar llatí a les Aules de Reus i després passà a Barcelona per acomplir els dos anys de teoria que per primera vegada s'exigia als que aspiraven al notariat. Tornà a Reus, on va treballar a la notaria del seu pare, Josep Maria Gras Navarro. Va ser notari de Falset on anà a residir quan tenia 39 anys. Formà part el 1840, en la seva joventut, d'un grup de teatre que feia representacions en un magatzem del carrer de Sant Llorenç on interpretava obres de Larra entre d'altres. Fins i tot van actuar al Teatre de les Comèdies. També en aquells anys, era membre de la redacció del periòdic literari de Reus El Liceo i del setmanari també reusenc El Pasatiempo. Junt amb Andreu de Bofarull i Marià Fonts editaren El Juglar: periódico de teatros (1843). Era redactor del periòdic liberal El Deseo del pueblo el 1856. Va escriure la comèdia Lo mismo es ella que todas (representada a Reus el 1842), l'última escena de la qual la va fer en col·laboració amb Marià Fonts, i el drama Isabel Besora la Pastoreta o ja sía La Peste de Reus el 1592, sobre l'aparició de la Mare de Déu a una pastora, publicada a Reus el 1857 i estrenada tres anys després al Teatre Principal de Reus. Era un dels redactors del setmanari La Verdad, el 1868, just abans de la Revolució de Setembre. Va publicar diverses obres històriques sobre Reus des del segle ix fins al regnat d'Isabel II i la regència de Maria Cristina, a la revista El Eco del Centro de Lectura entre 1877 i 1882, on segueix els Anales históricos de Reus... d'Andreu de Bofarull, però en el període Isabelí és original i parla amb coneixement de causa, per haver viscut els episodis que descriu. També va escriure poesia, recollida a l'obra Los trobadors Nous i de temàtica històrica. Joaquim Santasusagna, en l'obra sobre cultura reusenca publicada el 1982 diu que les poesies catalanes de Gras són narracions versificades quan relaten un argument, o "proses desfetes en rimes" quan és un tema més subjectiu. Va morir a Falset el 1882.